# Jakob Skovgaard-Petersen
 Der er for få eller ingen kildehenvisninger i denne artikel, hvilket er et problem. Du kan hjælpe ved at angive troværdige kilder til de påstande, som fremføres i artiklen.

Jakob Skovgaard-Petersen (født 28. august 1963) er en dansk religionshistoriker og søn af Inge og Vagn Skovgaard-Petersen.
Skovgaard-Petersen er professor i islam og den arabiske verden på Institut for Tværkulturelle og Regionale Studier på Københavns Universitet. Han forsker i præmoderne og moderne islam, muslimske lærde og intellektuelle, religion og politik i den arabiske verden, muslimske sekter, islamisk lov og islam i arabiske medier.
Dokumentarfilmen Det arabiske initiativ fra 2008 fulgte Skovgaard-Petersen, da han blev sendt til Egypten som en del af programmet Det Arabiske Initiativ.
I 2020 udgav han bogen Muslimernes Muhammad - og alle andres.
I 2023 fik han tildelt Bent Melchior Prisen af foreningen Brobyggerne med den begrundelse, at han i "sit mangeårige virke [har] været fornuftens stemme i en ophedet debat. Altid har [han] modigt insisteret på at viden om hinanden og med hinanden er den eneste vej i et oplyst demokratisk samfund".

## Hæder
- 1989 Københavns Universitets guldmedalje
- 2000 Einar Hansens forskningspris
- 2007 Ebbe Munk prisen
- 2011 Rosenkjærprisen[3]
- 2023 Bent Melchior Prisen